# Dungue Lima
Dungue Lima, född 24 februari 1983 i São Tomé och Príncipe, är en saotomeansk fotbollsmålvakt som har spelat för São Tomé och Príncipes herrlandslag i fotboll.